# Luigi Lombardi
Luigi Lombardi je lik iz meksičke telenovele Ružna ljepotica. Glumi ga Sergio Mayer.

## Izgled
Luigi ima kratku crnu kosu s plavim pramenovima. Mišićav je i voli se odijevati kao žena. Tada stavlja ljubičastu periku.

## Život
Luigi je modni urednik, veoma kreativan. Radi u tvrtci Conceptosu. Luigi je homoseksualac, veseo i sretan, te jako ponosan zbog toga. Svakodnevno posjećuje gay klubove gdje je prava zvijezda. Odijeven u ženu, okružen je "prijateljicama". Voli zgodne muškarce, a njegovog dečka obožavaju sve žene iz Kluba ružnih žena. Luigi prezire ružnoću i smatra ju bolešću, isto tako prezire ružne ljude, posebno Lety, ali ga je ona jednom poljubila. Luigi voli i Fernanda Mendiolu i Omara Carvajala, koji ga se boje. Fernando se zato morao odijenuti kao žena, Luigijeva "gay princeza Lily". Inače, Luigi je dobroćudan i kreativan, a Lety je na kraju priznao da prava ljepota dolazi iznutra. Predstavlja osobu s homoseksualnim sklonostima, ali vedru, nasmijanu i spremnu za avanturu.